# Marian Dumitru
Marian Dumitru (Ploieștiori, 19 de março de 1960) é um ex-handebolista profissional, duas vezes medalhista olímpico.

## Títulos
- Jogos Olímpicos:
  - Bronze: 1980, 1984